# 曹克坚
曹克坚（1962年—），上海人，汉族，中华人民共和国政治人物、第十二届全国人民代表大会浙江地区代表。
毕业于浙江工业大学化机专业，加入中国共产党。2013年，被选为全国人大代表。